# 叶连娜·坚杰别罗娃
叶连娜·尤里耶芙娜·坚杰别罗娃（俄語：Елена Юрьевна Дендеберова，羅馬化：Yelena Yur'yevna Dendeberova，1969年5月4日—），婚后姓氏库兹涅佐娃（Кузнецова），是俄羅斯的混合泳游泳运动员，在1988年汉城奥运会上获得200米个人混合式银牌。她亦代表獨立國協代表團参加1992年巴塞罗那奥运会。
她目前在圣彼得堡的专业儿童和青年体育学校（SChOR）「Ekran」擔任教練，其學生包括世界、欧洲和俄罗斯的冠军和纪录保持者，如米龙·利芬采夫和叶戈尔·科尔涅夫等运动员。